# Piz Paradisin
Der Piz Paradisin (auch Pizzo Paradisino oder veraltet Corno di Campo, deutsch wörtlich: „Paradiesgipfel“) ist mit einer Höhe von 3302 m ü. M. nach der Cima de’ Piazzi und der Cima Viola der dritthöchste Berg der Livigno-Alpen. Der Gipfel liegt exakt auf der Grenze zwischen Italien und der Schweiz.

## Lage und Umgebung
Südlich des Berges erstreckt sich das schweizerische Val da Camp, ein Seitental des Val Poschiavo, nördlich das italienische Valle di Livigno. Mit einer Schartenhöhe von 870 Metern ist der Piz Paradisin ein relativ eigenständiger Berg. Eine Besonderheit ist ein auf knapp 3100 Meter Höhe gelegener See, der sich nur etwa 300 Meter südwestlich des Gipfels, unmittelbar unterhalb des Gipfelaufbaus befindet.

## Routen zum Gipfel
Der Berg wird trotz seiner relativ guten Erreichbarkeit von der Alp Camp bzw. von der Passstraße zur Forcola di Livigno selten bestiegen. Von einem dieser beiden Ausgangspunkte erreicht man über Wanderwege den Pass da Val Mera. Die übliche Route führt ab dort weglos in östlicher Richtung bis zum Gletscher Vedreit da Camp. Anschließend geht es entweder über den Gletscher oder nördlich davon im Geröll hinauf zu dem See unterhalb des Gipfels. Von dort aus wird der Südgrat erreicht und über diesen der Gipfel, wobei am Schluss noch kurz in die steile Ostflanke ausgewichen wird. Der Schwierigkeitsgrad liegt bei T6 / II. unter guten Bedingungen. Bei Nässe, Schnee oder Vereisung steigt der Schwierigkeitsgrad aufgrund vieler glatter und rutschiger Platten beträchtlich an. Als Stützpunkt dient das Rifugio Saoseo des Schweizer Alpen-Clubs.

## Alpinismus
Der Piz Paradisin wurde erstmals am 11. September 1866 von den Engländern J.D. Finney, F.A. Lewin, H.V. Thomas in Begleitung der beiden aus Pontresina stammenden Bergführern P. Jenni und A. Fleuri bestiegen. Die Erstbesteiger folgten dem Normalweg von der Südseite über den Vedreit-da-Camp-Gletscher und dem Südgrat zum Gipfel. Die erste Wiederholung gelang K. Heumann mit dem Bergführer L. Giacomelli am 13. August 1880. Die etwa 300 m hohe Nordwand zum 3293 m hohen Vorgipfel wurde von Rinaldo Piazzi und Pietro Rinaldi am 19. August 1903 erstmals begangen.